# Desa Kalimati (administrativ by i Indonesien, Jawa Tengah, lat -6,91, long 109,06)
Desa Kalimati är en administrativ by i Indonesien.   Den ligger i provinsen Jawa Tengah, i den västra delen av landet, 260 km öster om huvudstaden Jakarta.